# الف آدامز
آلفرد "الف" رادنی آدامز (انگلیسی: Alfred ("Alf") Rodney Adams؛ زادهٔ ۱۱ نوامبر ۱۹۳۹) فیزیک‌دان بریتانیایی و از اعضای انجمن سلطنتی بریتانیا است. 